# Джордж Цибенко
Джордж Цибенко (англ. George Cybenko) — американський математик, професор інженерії Дартмутського коледжу і співробітник IEEE.
Здобув ступінь бакалавра в області математики з Університету Торонто і докторський ступінь у Принстоні в області прикладної математики електротехніки та обчислювальної техніки (1978).
Працював радником з науки Ради оборони на інших державних посадах, був установчим редактором журналу IEEE Security & Privacy. Наукові інтереси: системи управління та обробки сигналів, інформаційна безпека та захист інформації.
Відомий завдяки доказу універсальної теореми апроксимації для штучних нейронних мереж з сигмоподібною функцією активації (1989), відомої як теорема Цибенка.